# Liste der Naturdenkmale in Starkenburg (Mosel)
Die Liste der Naturdenkmale in Starkenburg nennt die im Gemeindegebiet von Starkenburg ausgewiesenen Naturdenkmale (Stand 18. März 2024).

## Ehemalige Naturdenkmale
| Nr. | Bezeichnung                   | Lage                                        | Beschreibung                                                                    | Bild                                    |
| --- | ----------------------------- | ------------------------------------------- | ------------------------------------------------------------------------------- | --------------------------------------- |
|     | Stockeichen und Gebüschgruppe | südlich des Ortes; Flur Lehmkaulendell Lage | Ödland mit Quercus sp.; flächenhaftes Naturdenkmal; Rechtsverordnung aufgehoben | Direkt Bild zu diesem Denkmal hochladen |